# Orogenesi pampeana

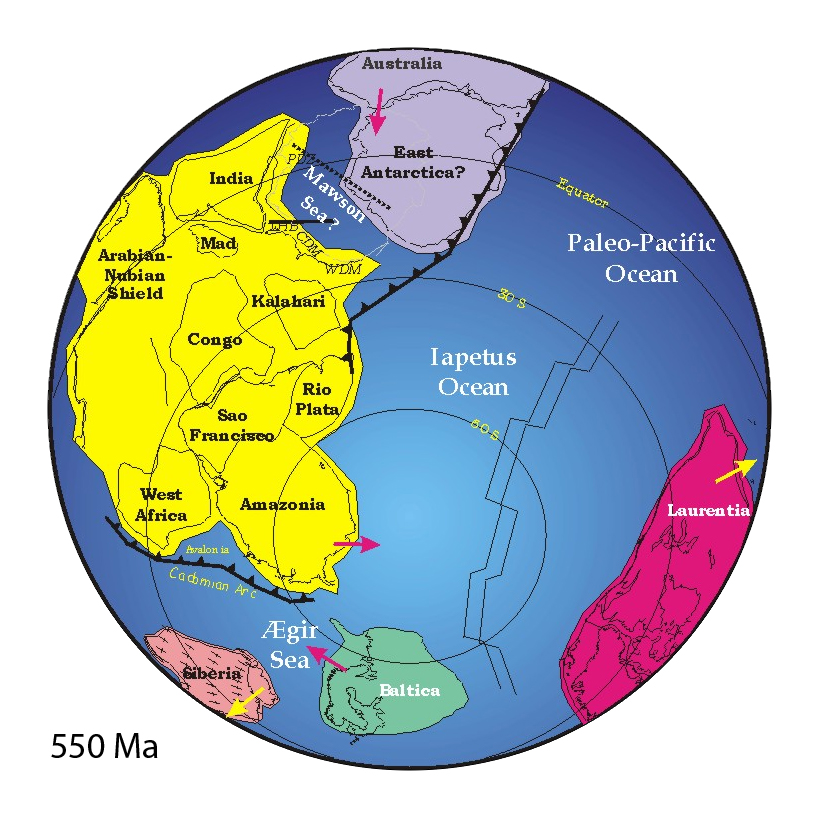
La posizione degli antichi continenti Gondwana (in giallo) e Laurentia (in rosso) 550 milioni di anni fa all'epoca dell'orogenesi pampeana, che ebbe luogo sul margine destro del cratone del Río de la Plata.

L'orogenesi pampeana (in lingua spagnola orogenia pampeana) è un processo orogenetico avvenuto durante il Cambriano nel margine occidentale dell'antico continente Gondwana. Non è chiaro se l'orogenesi abbia comportato anche una collisione continentale. 
Residui di questa orogenesi si possono oggi osservare in Argentina, in particolare nelle Sierras de Córdoba e in alcune zone orientali delle Sierras Pampeanas.
L'orogenesi pampeana, che può essere considerata parte sia dell'orogenesi della Terra Australis che dell'orogenesi brasiliana, fu seguita più a ovest dall'orogenesi famatiniana.

## Cinture magmatiche
L'orogenesi pampeana contiene una cintura magmatica che include granodiorite, monzogranito e altre rocce vulcaniche tutte della serie calcalcalina. Le rocce di questa cintura si formarono in vari periodo di tempo compresi tra 555 e 525 milioni di anni fa. 
Tra 525 e 515 milioni di anni fa si sviluppò un'altra cintura magmatica di rocce peraluminose e femiche tra cui gneiss, scisti, anfibolite e rocce carbonatiche.

## Interpretazione tettonica
L'orogenesi pampeana può essere considerata parte della più vasta orogenesi della Terra Australis o dell'orogenesi brasiliana.
L'orogenesi pampeana si sviluppò in un periodo di tempo simile a quello della cintura del Paraguay nell'orogenesi brasiliana, ma a differenza di questa che andò a finire all'interno della Gondwana, la Pampeana rimase su un margine continentale. Quando la sua attività orogenetica ebbe fine, fu seguita dall'orogenesi famatiniana che si sviluppò più a ovest.
La cintura magmatica orientale dell'orogenesi pampeana è interpretata come il residuo di un arco vulcanico associato a una zona di subduzione in direzione est, mentre si ritiene che la cintura occidentale rappresenti un arco vulcanico più giovane che si sviluppò su quello che era originariamente il prisma di accrezione dell'orogene.
Ci sono state differenti interpretazioni tra i geologi sulla posizione tettonica e paleogeografica della Formazione Puncoviscana in relazione agli eventi dell'orogenesi pampeana. Alcuni geologi ritengono che l'orogenesi sia associata con l'accrezione del terrane della Pampia al cratone del Río de la Plata, risultante dalla chiusura di un mare preesistente. Questo mare sarebbe stato il bacino puncoviscano. Víctor Alberto Ramos propone invece che il bacino puncoviscano fosse un bacino di avampaese situato a ovest del blocco di Pampia che entrò in collisione con il cratone del Río de la Plata. Aceñolaza e Toselli invece ritengono che il bacino puncoviscano si sia originato da una scissione aulacogena del cratone Arequipa-Antofalla dai cratoni del Río de la Plata e Amazzonico. In base a questa interpretazione l'alucogeno si sarebbe chiuso durante l'orogenesi pampeana.

### Annotazioni
1. ↑  L'attuale rilievo montuoso delle Sierras de Córdoba risale tuttavia alla più recente orogenesi andina del Cenozoico.
2. ↑  Il posizionamento geografico è riferito alle posizioni attuali e non alla situazione al momento dell'orogenesi.
3. ↑  Una cintura magmatica è un insieme di estesi affioramenti di rocce magmatiche

### Fonti
1. 1 2   C.W. Rapela, R.J Pankhurst, C. Casquet, E. Baldo, J. Saavedra, C. Galindo e C.M. Fanning, The Pampean Orogeny of the southern proto-Andes: Cambrian continental collision in the Sierras de Córdoba (PDF), in R.J Pankhurst e C.W. Rapela (a cura di), The Proto-Andean Margin of Gondwana, vol. 142, Geological Society, London, Special Publications, 1998,  pp. 181-217. URL consultato il 7 dicembre 2015.
2. 1 2 3   Joshua J. Schwartz, L. Peter Gromet e Roberto Miró, Timing and Duration of the Calc‐Alkaline Arc of the Pampean Orogeny: Implications for the Late Neoproterozoic to Cambrian Evolution of Western Gondwana, in The Journal of Geology, vol. 116, n. 1, 2008,  pp. 39-61, DOI:10.1086/524122, JSTOR 10.1086/524122.
3. ↑  (PT) Benjamin Bley de Brito Neves, Ciclos Transamazônico e Brasiliano (PDF), in Glossário Geológico Ilustrado. URL consultato il 15 dicembre 2017 (archiviato dall'url originale il 26 novembre 2018).
4. ↑   E. Tohver, R.I.F. Trindade, G.F. Solum, C.M. Hall, C. Riccomini e A.C. Nogueira, Closing the Clymene ocean and bending a Brasiliano belt: Evidence for the Cambrian formation of Gondwana, southeast Amazon craton, in Geology, vol. 38, 2010,  pp. 267-270, DOI:10.1130/G30510.1.
5. ↑   Claudio Gaucher, Jorge Bossi e Gonzalo Blanco, Paleogeography, in Claudio Gaucher, Alcides Sial e Galen Haverson (a cura di), Neoproterozoic-cambrian tectonics, global change and evolution: a focus on south western Gondwana, Elsevier, 2010,  p. 137.
6. 1 2 3   Florencio G. Aceñolaza e Alejandro Toselli, The Pampean Orogen: Ediacaran-Lower Cambrian Evolutionary History of Central and Northwest Region of Argentina, in Claudio Gaucher, Alcides Sial e Galen Haverson (a cura di), Neoproterozoic-cambrian tectonics, global change and evolution: a focus on south western Gondwana, Elsevier, 2010,  pp. 239-254.
7. ↑   Victor A. Ramos, The Basement of the Central Andes: The Arequipa and Related Terranes (PDF), in Annual Review of Earth and Planetary Sciences, vol. 36, 2008,  pp. 289-324, DOI:10.1146/annurev.earth.36.031207.124304. URL consultato il 15 dicembre 2015.